# 平和駅 (北海道夕張市)

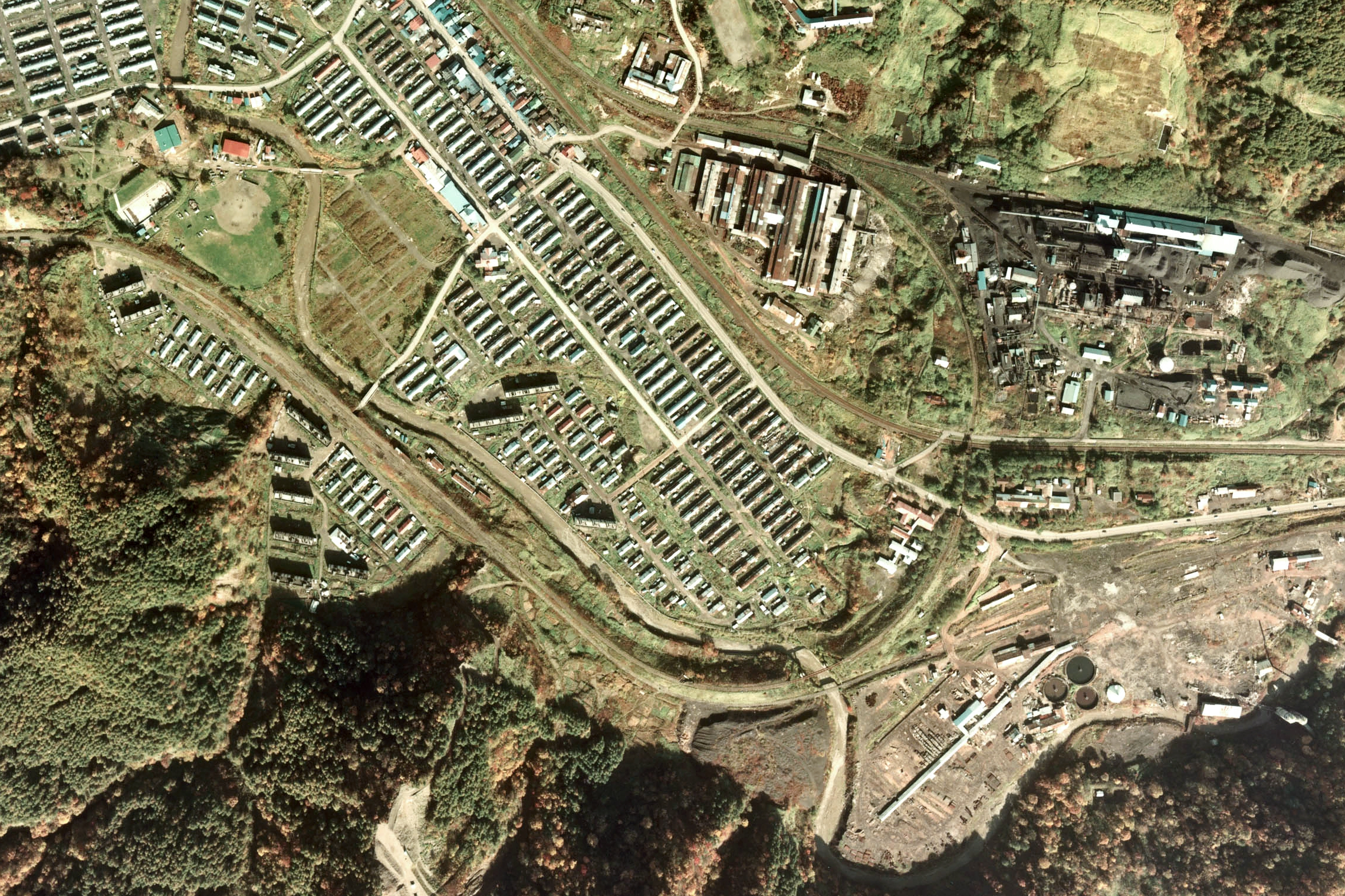
1976年の平和駅跡（／礦業所前駅跡／夕製前駅跡）と周囲1 km×1.5 km範囲。左上が錦沢方面。
平和駅は写真中央より左手、山側の団地と志幌加別川とに挟まれた場所にあった。ここから右手の、現在は平和公園になっている場所に平和礦業所があり、そこへの専用線の軌道跡が残されている。本線は中央の平和地区の周囲を回るようなカーブを描いて、志幌加別川と道道514号線（現在の道道38号線)、国鉄夕張線（現在の石勝線夕張支線）を跨いで上端中央より左側を国鉄線に沿って夕張本町へ向かっていた。平和駅はカーブ地点よりも一旦低くなっており、錦沢へ向かう運炭列車はここで後部に補機を連結した。
志幌加別川と道道との中間に位置していた礦業所前駅の小さな白い待合室と、そこへ向かう小道がまだ残されている。また平和側から見てカーブが終わる地点の内側には夕張製作所があり、工場左側の踏切先にあった夕製前駅へ向かう小道が残されている。その外側に敷かれているのは、若菜駅から右側に見える北炭化成工業所（現在は温泉施設になっている）へ向かう専用線で、こちらはまだ現役である。

平和駅（へいわえき）は、北海道夕張市平和にあった夕張鉄道の駅（廃駅）である。夕張鉄道線の廃止に伴い1975年に廃止された。北炭平和炭鉱の石炭積み出し駅でもあり、同鉄道の貨物輸送の拠点駅でもあった。

## 歴史
- 1938年（昭和13年）8月1日：貨物駅として開業。北炭平和砿専用鉄道運輸開始。
- 1959年（昭和34年）7月1日：一般営業開始。
- 1971年（昭和46年）11月15日：旅客営業廃止。
- 1974年（昭和49年）4月1日：夕張鉄道線の譲渡により北海道炭礦汽船の駅となる。
- 1975年（昭和50年）4月1日：夕張鉄道線廃線に伴い廃駅。

## 駅構造
単式ホーム1面1線の地上駅で、終日駅員が配置されていた。北炭平和砿専用鉄道が分岐し、入れ換えや補機業務の蒸気機関車が待機していた。

## 駅周辺
北炭平和炭鉱と、その住宅地だったが炭鉱跡地は運動公園となり、炭鉱住宅の一部も市営住宅として整備されている。

## 隣の駅
北海道炭礦汽船
夕張鉄道線
錦沢駅 - 平和駅 - 礦業所前駅